# Altar a San Rafael (Córdoba)
El Altar a San Rafael es un retablo ubicado al aire libre en la esquina de la calle Candelaria y la calle Lineros de Córdoba, España. Fue construido en 1801 y se trata del único altar al aire libre que se ha conservado hasta la actualidad. Está dedicado al arcángel Rafael, quien goza de una gran devoción en la urbe como custodio, tal y como demuestran los Triunfos de San Rafael.

## Historia
Según una inscripción próxima a este retablo, el 22 de enero de 1801 la imagen de la Virgen de Linares que ya existía en esta hornacina fue destrozada y los vecinos decidieron comenzar a recolectar fondos para construir un nuevo altar callejero. Los trabajos fueron encargados al artista baenense Antonio María de Monroy, quien realizó una pintura más grande en el centro dedicada al arcángel Rafael, mientras que a los laterales dedicó dos más pequeños: a la izquierda situó el cuadro de Acisclo y a la derecha de Victoria, patronos y mártires romanos de Córdoba, así como la nueva imagen de la Virgen de Linares en la hornacina inferior. En el friso se escribió la frase «Medicina Dei», significado del nombre Rafael, y «Baxo la sombra de tus alas protégenos», mientras que en los laterales sobre el friso se grabaron dos inscripciones de mármol con citas del Libro de Tobías, único libro bíblico donde aparece el arcángel Rafael: «Buena es la oración con el ayuno y mejor la limosna que tener guardados los tesoros» y «Mas los que cometen pecado e iniquidad, enemigos son de su alma».
El altar estuvo a punto de desaparecer debido a que el jefe político de Córdoba en 1841, el liberal gaditano Ángel Iznardi, consideró que este tipo de altares y humilladeros deberían ser eliminados para evitar los vandalismos que normalmente se producían, únicamente se salvaron los Triunfos de San Rafael y las esculturas exteriores de las iglesias. La excepción y salvación de este altar se produjo gracias a la mediación del escritor y político palenciano Modesto Lafuente y Zamalloa, autor de la célebre publicación Fray Gerundio, quien visitaba la ciudad en esas fechas y se reunió con Iznardi para evitar que este retablo fuese destruido, hecho que consiguió. En 1924 la prensa destacaba las malas condiciones del altar, lleno de telarañas, lo que llevó al alcalde José Cruz Conde a actuar en el mismo un año más tarde, siendo restaurado por Enrique Romero de Torres, mientras que las pinturas de Monroy fueron sustituidas por nuevas realizadas por Enrique Romero Pellicer, hijo de Julio Romero de Torres. La inauguración se realizó con gran boato y procesiones.
Sin embargo, durante la quema de conventos de 1931 en los albores de la Segunda República Española, el 10 de mayo de 1931, según Patricio Hidalgo Luque, el retablo sufrió grandes destrozos. Sufrió un largo proceso de abandono hasta 1937, cuando se reinauguró tras los trabajos del pintor y restaurador cordobés Rafael Díaz Peno. En 1997 el taller de la Diputación de Córdoba realizó una remodelación que le dio un toque más barroco al imitar el color de los mármoles.
El 18 de abril de 2022 el Ayuntamiento de Córdoba comenzó unas obras de restauración que incluyeron el soterramiento del cableado, la restauración de las pinturas y el retablo y la integración de una imagen de la Virgen de la Candelaria con un presupuesto de 45.000 euros. Las obras concluyeron a finales de marzo de 2023.